# 双河村
双河村（法語：Deux Rivières，法語發音：[dø ʁivjɛʁ]）是法国约讷省的一个市镇，属于欧塞尔区。该市镇于2017年由原市镇克拉旺和阿科莱合并而成，行政中心位于克拉旺。

## 地名
该市镇得名于流经的約訥河和屈尔河。

## 地理
双河村（47°41'2"N, 3°41'30"E）面积31.81 平方千米，位于法国勃艮第-弗朗什-孔泰大區约讷省，地处約訥河与屈爾河的交汇处，因而得名。
与双河村接壤的市镇（或旧市镇、城区）包括：伊朗锡、圣西尔莱科隆、韦尔芒通、屈尔河畔贝西、普雷日尔贝、圣帕莱、巴扎尔讷、万塞勒。
双河村的时区为UTC+01:00、UTC+02:00（夏令时）。

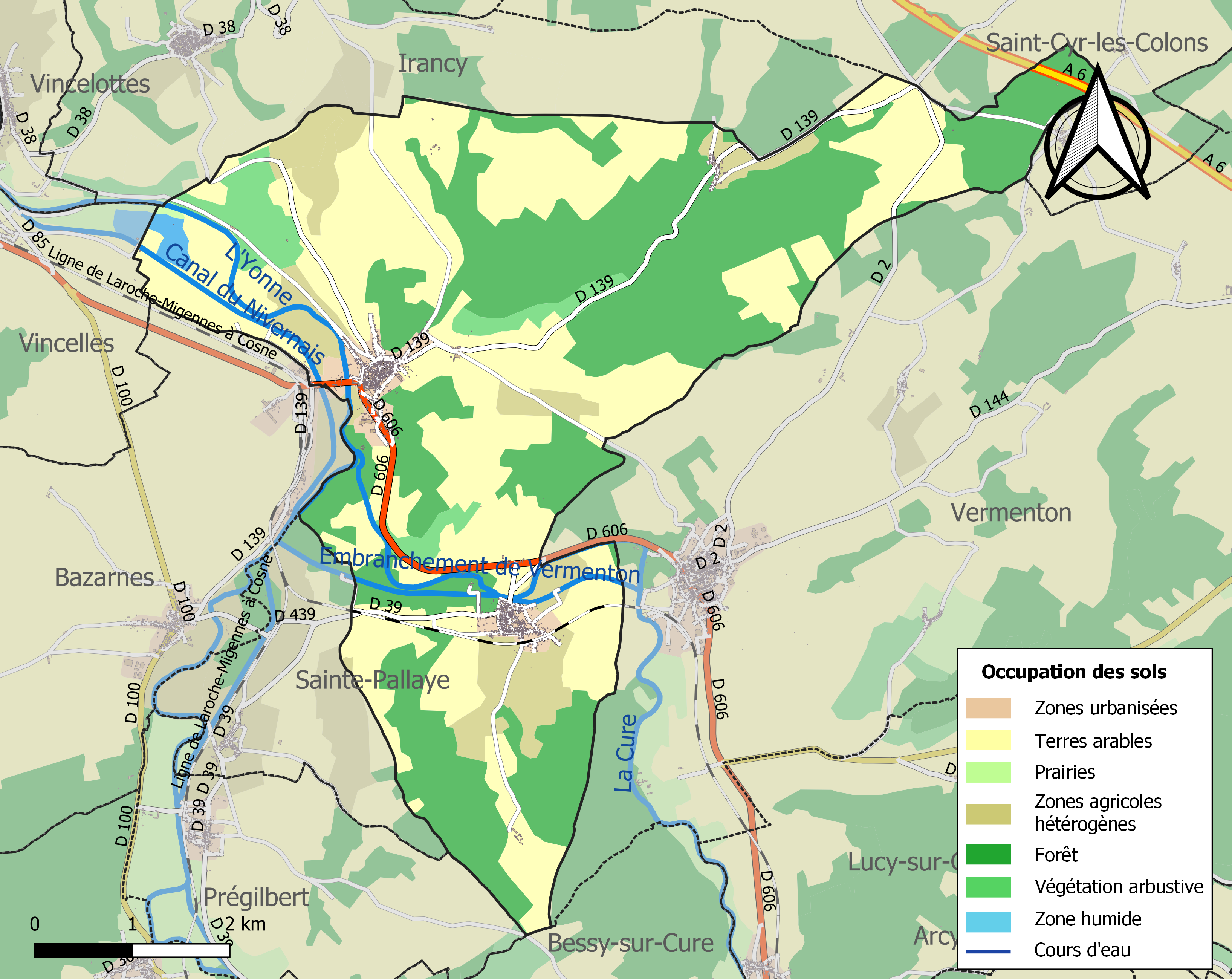
双河村的OSM定位图

## 行政
双河村的邮政编码为89460，INSEE市镇编码为89130。

## 政治
双河村所属的省级选区为茹拉维尔县。

## 人口
双河村于2022年1月1日时的人口数量为1272人。